# Недоверчивые умы
Недоверчивые умы. Чем нас привлекают теории заговоров (англ. Suspicious Minds: Why We Believe Conspiracy Theories) ― научно-популярная книга британского учёного-психолога Роба Бразертона. 

## Об авторе
Роб Бразертон (Rob Brotherton) ― учёный и популяризатор науки, исследователь необычных сторон психологии. Был удостоен учёной степени доктора, написав труды по  психологии теорий заговора. В качестве сотрудника научно-исследовательского отдела аномальной психологии в Лондонском университете читал лекции о том, почему люди верят в странные вещи, и о распространении научных знаний. В настоящее время живет и работает в Нью-Йорке, США.

## Содержание
Автор книги обсуждает различные конспирологические теории. И задается вопросом: почему люди верят в существование скрытой стороны реальности, тайных планов и секретных операций. В это верят люди, склонные не доверять официальной информации. Благодаря таким людям и рождаются легенды о том, как было «на самом деле»: о съёмках высадки на Луну в кинопавильонах Голливуда, о генетически модифицированных продуктах и событиях 11 сентября 2001 года. Рассуждает о египетских пирамидах, инопланетянах, рептилоидах, политических заговорах и новом мировом порядке.
При этом в эти фантазии свято верят совсем не обязательно малообразованные люди и маргиналы — в сети конспирологии попадают и президенты, и нобелевские лауреаты. Анализируя теории заговора и их последствия, автор не пытается разбираться в том, где правда, а где выдумки. Главным для него становится понять, почему для людей так притягательна конспирология, и объяснение он находит в природе человека.
И Роб Бразертон увлекает нас в путешествие в наш внутренний мир, который оказывается намного увлекательнее самых неправдоподобных историй мироустройства.

## Издание в России
Книга «Недоверчивые умы. Чем нас привлекают теории заговоров» была переведена на русский язык и опубликована в 2021 году в издательстве «Альпина нон-фикшн». ISBN ― 978-5-91671-682-5.